# Zadarfest
Zadarfest é um festival de música que se realiza anualmente em  Zadar, Croácia. O primeiro festival realizou-se em 1993.
O festival oferece vários prémios, o maior é o  Grande Prémio.

## Lista de vencedores
- 1993 - Gibonni com "Život me umorio"
- 1994 - Gibonni com "Dvije duše"
- 1995 - Zoran Jelenković com "Ima Boga"
- 1996 - Petar Grašo e  "Trebam nekoga"
- 1997 -
- 1998 -
- 1999 - Vanna com "Daj mi jedan dobar razlog" and Mladen Grdović com "Vitar nek' puše"
- 2000 - Vanna com "Pomozi mi sad" e Zoran Jelenković com "Mjesec je žut"
- 2001 - Vanna com  "Više nisi moj"
- 2002 - Doris Dragović com "Nije mi vrime", Tomislav Bralić com "Ispod tvoje boloture" e Giuliano com "Padam na koljena"
- 2003 - Vesna Pisarović com "Ljubomora"
- 2004 -
- 2005 -